# Sabine Thillaye

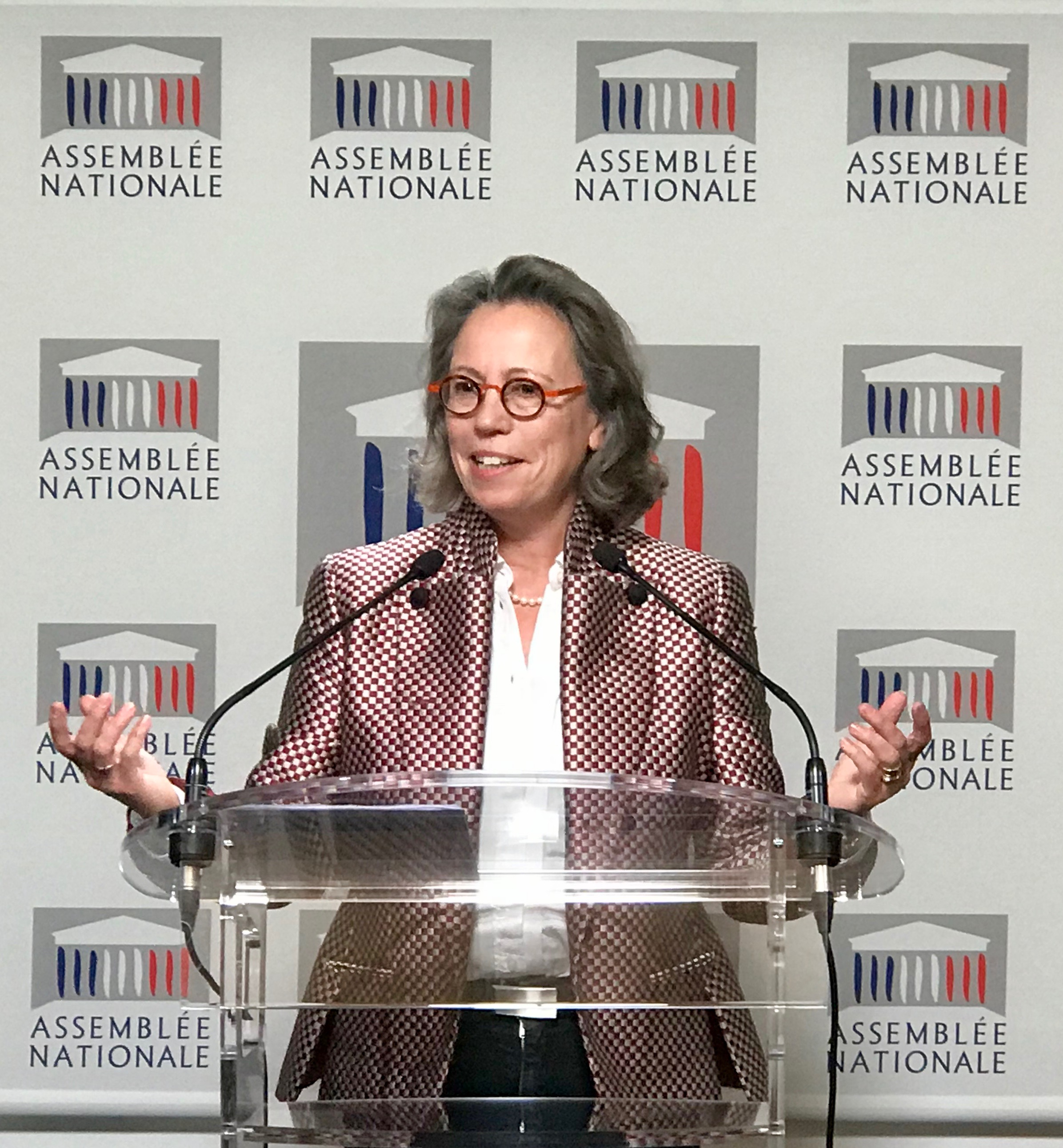
Sabine Thillaye in der Nationalversammlung

Sabine Thillaye (geborene Fuchs, * 18. Mai 1959 in Remscheid) ist eine deutsch-französische Unternehmerin und Politikerin. Als früheres Mitglied der Groupe La Republique en Marche (LREM) und jetziges Mitglied der Groupe Mouvement démocrate et démocrates apparentés ist sie seit den Parlamentswahlen von 2017 Abgeordnete des fünften Wahlkreises des Départements Indre-et-Loire in der französischen Nationalversammlung.

## Biographie
Nach dem Jura-Studium an der Universität Münster wanderte Sabine Thillaye 1980 nach Frankreich aus und machte sich mit einer Kommunikationsagentur selbstständig, die sie von 1987 bis 2017 leitete. Daneben war sie von 2006 bis 2007 Vorsitzende der Abteilung für Pressearbeit des Unternehmerverbandes MEDEF der Provinz Touraine. Von 2016 bis 2017 war Thillaye darüber hinaus Mitglied des Verwaltungsrats des MEDEF.
Gleichzeitig lehrte Thillaye an der Universität François Rabelais in Tours.
Seit 2014 hat Thillaye auch die französische Staatsangehörigkeit.
Bereits vor ihrem politischen Engagement engagierte Thillaye sich für das europäische Einigungsprojekt. So ist sie unter anderem Gründungsmitglied des Vereins Europe Val de Loire, dessen Vorsitz sie zwischenzeitlich innehatte. Zudem war sie stellvertretende Vorsitzende des deutsch-französischen Kulturzentrums der Touraine.
2014 trat Thillaye in die Partei Nous Citoyens ein, deren Liste im Wahlkreis Massif central-Centre sie bei den Europawahlen 2014 anführte. In der Folge wurde sie ebenfalls zur Vizevorsitzenden der Partei gewählt.
Im Juni 2016 entschied sich Thillaye, für die Liste der En Marche!-Bewegung Emmanuel Macrons bei den Parlamentswahlen 2017 zu kandidieren. In der zweiten Runde der Wahlen setzte sie sich gegen Fabrice Boigard, Kandidat der Partei Les Républicains (LR), durch. Vor ihrer Wahl in die Nationalversammlung hatte Thillaye nie ein politisches Mandat inne.

## Ausschuss für die Angelegenheiten der Europäischen Union
Im Juli 2018 wurde Thillaye zur Präsidentin des Ausschusses für die Angelegenheiten der Europäischen Union gewählt. Dessen Mitglieder üben im Namen der französischen Nationalversammlung eine Informations- und Kontrollfunktion mit Bezug auf die Europapolitik aus. Der Ausschuss wacht darüber hinaus über die Einhaltung des Subsidiaritätsprinzips.
Seit ihrer Wahl an die Spitze des Ausschusses setzte sich Thillaye für die Ausweitung seiner Kompetenzen ein. Als Präsidentin des Ausschusses entschied sie über die Nominierungen der Referenten, die im Austausch mit den anderen Ausschüssen der Nationalversammlung stehen. Gemeinsam mit Richard Ferrand, Präsident der Fraktion La Republique en Marche in der Nationalversammlung, brachte Thillaye zudem eine Beschlussvorlage zur Förderung der Symbole der Europäischen Union ein, die am 27. November 2017 angenommen wurde.
Am 28. Juni 2018 brachte Thillaye als Präsidentin des Ausschusses für die Angelegenheiten der Europäischen Union einen Bericht zur „Rolle der nationalen Parlamente im europäischen Entscheidungsprozess“ ein. Der Bericht empfiehlt unter anderem, den Status des Ausschusses für die Angelegenheiten der Europäischen Union aufzuwerten, das Gremium zu einem permanenten Ausschuss zu machen und ihm damit die Möglichkeit zu geben, in den Gesetzgebungsprozess einzugreifen. Zusätzlich formuliert der Bericht mehrere Vorschläge zur Stärkung der Beziehungen zwischen nationalen Parlamenten und europäischen Institutionen.
Ende Januar 2020 wurde Thillaye wegen der Meinungsverschiedenheiten zwischen ihr und der Mehrheit der Fraktion LREM aus dieser ausgeschlossen. Gleichwohl bleibt sie weiterhin Mitglied der Partei La République en Marche. Im Mai 2020 schloss sie sich der Groupe Écologie démocratie solidarité an, die von mehreren Abgeordneten gegründet wurde, die zuvor La République en Marche verlassen hatten. Im September 2020 wechselte sie schließlich zur Groupe Mouvement Démocrate et démocrates apparentés.

## Verteidigungsausschuss
Thillaye ist Mitglied des Verteidigungsausschusses, eines der acht permanenten Ausschüsse der Nationalversammlung. Hier kümmert sie sich vor allem um Fragen der europäischen Verteidigung und die deutsch-französische Zusammenarbeit auf diesem Gebiet.

## Deutsch-französische parlamentarische Arbeitsgruppe
Gemeinsam mit dem deutschen Bundestagsabgeordneten Andreas Jung und ihrem französischen Kollegen Christophe Arend war Thillaye bis März 2019 Co-Vorsitzende der deutsch-französischen parlamentarischen Arbeitsgruppe. Die Arbeitsgruppe wurde am 22. Januar 2018 anlässlich des 55. Jubiläums des Élysée-Vertrags gegründet und setzte sich aus neun französischen und neun deutschen Vertretern des gesamten Parteienspektrums zusammen.
Die Arbeitsgruppe machte im Rahmen des Projekts eines neuen Élysée-Vertrags Vorschläge und war maßgeblich an der Ausarbeitung des am 22. Januar 2019 unterzeichneten Aachener Vertrags beteiligt. Sie war zudem federführend in die Verhandlungen um das deutsch-französischen Parlamentsabkommen zwischen Bundestag und Nationalversammlung eingebunden. Dieses wurde am 25. März 2019 in Paris unterzeichnet.
Von 2018 bis 2019 war Thillaye französische Vorsitzende des Präsidiums der Deutsch-Französischen Parlamentarischen Versammlung.